# Claudio Pacifico (diplomatico)
Claudio Pacifico (Roma, 15 aprile 1947) è un diplomatico e scrittore italiano.

## Biografia
Nato a Roma, frequenta il liceo Ennio Quirino Visconti per poi iscriversi alla facoltà di giurisprudenza presso l'università La Sapienza di Roma; conseguita la laurea con lode, si specializza in discipline internazionali studiando alla Johns Hopkins University di Bologna e successivamente presso il Winston Churchill College di Cambridge. Ha frequentato i corsi per il Dottorato di Ricerca alla ‘Sapienza' di Roma e il corso di preparazione alla carriera diplomatica.
Nel 1974 inizia la carriera diplomatica, operando nelle ambasciate italiane di Teheran, Washington e Mogadiscio.. Nel 1991 viene nominato ambasciatore, all'epoca il più giovane della rete diplomatica italiana, nell'ambasciata italiana a Dhaka, in Bangladesh. Nel 1997 diventa ambasciatore in Sudan per poi passare in Libia nel 2000; dopo il termine dell'incarico, avvenuto nel 2004, ricopre la carica di direttore generale per il Medio ed Estremo Oriente, Oceania ed Antartide presso la Farnesina. Nel 2007 torna a ricoprire il ruolo di ambasciatore, con incarico in Egitto, diventando anche rappresentante formalmente accreditato presso la Lega Araba dell'Italia e dei Paesi UE; in Egitto terminerà, nel 2013, la sua carriera diplomatica come ambasciatore. Il 1º settembre 2007, il Ministro degli Esteri gli assegna l'incarico di suo Consigliere e le funzioni di inviato Speciale per il Mediterraneo e il Medio Oriente. Dal 2013 assume la presidenza della casa editrice LuoghInteriori e dell'Istituto Euro-Mediterraneo e per i Paesi Arabi.
Nel gennaio del 2008, a riconoscimento del servizio prestato, è stato nominato al grado apicale della carriera diplomatica di Ambasciatore di grado.
Ha tenuto lezioni di master e di specializzazione all'Università di Siena. Ha scritto numerosi libri di approfondimento culturale, in particolare sulla storia e la cultura dei Paesi arabi e mediorientali, pubblicati in italiano, arabo ed inglese; ha scritto inoltre oltre una ventina di articoli e saggi di politica internazionale.

## Opere
- La rivoluzione iraniana, Roma 1983.
- Somalia, ricordi di un mal d'Africa italiano, Città di Castello 1996.
- Somalia, ricordi di un mal d'Africa italiano (2ª Ed.), Città di Castello 1996.
- Bengala, Città di Castello 2000.
- Sabbie perdute, Città di Castello 2003.
- Diario sahariano, Tripoli 2004.
- Con i Tuareg a Timbuctu e nel Sahara, Londra 2005.
- Sahara, nel Regno della Fata Morgana, Città di Castello 2007.
- 10 anni in Egitto, Libia e Sudan, Il Cairo 2011.
- Le isole della benedizione, Il Cairo 2012.
- Along the Nile, through the Sahara, Il Cairo 2012.
- Sogni e Delusioni delle Primavere Arabe, Città di Castello 2016.
- Particolari sul senso del Presente, Milano 2022.
- Tra guerre e rivoluzioni. Ricordi di un ambasciatore, Gruppo Albatros Il Filo, Roma, 2023

## Onorificenze
Ha riportato una mansione ufficiale nella concessione delle due medaglie d'oro e quattro d'argento, concesse al valore durante l'evacuazione di Mogadiscio